# Tlaloc
Tlaloc var regnguden, storm- vind- og vejrguden i aztekisk mytologi. Sammen med hans kone Chalchiuhtlicue som også var regngudinde, regerede han over sit land Tlalocan, aztekernes form for paradis-land efter døden. Som guddomme over vand og regn, var ægteparret også dyrket som guder for frugtbarhed, liv og død.
Som regn- og stormgud var Tlaloc dyrket på bjerge, såsom Tlaloc bjerget opkaldt efter ham.
Tlaloc var en af aztekernes vigtigste guder, og var frygtet for lynnedslag, hagl og oversvømmelser. Han afbildes med store, udstående øjne og store hugtænder.